# Zonopterus pulcher
Zonopterus pulcher là một loài bọ cánh cứng trong họ Cerambycidae.